# Weston Creek kerület

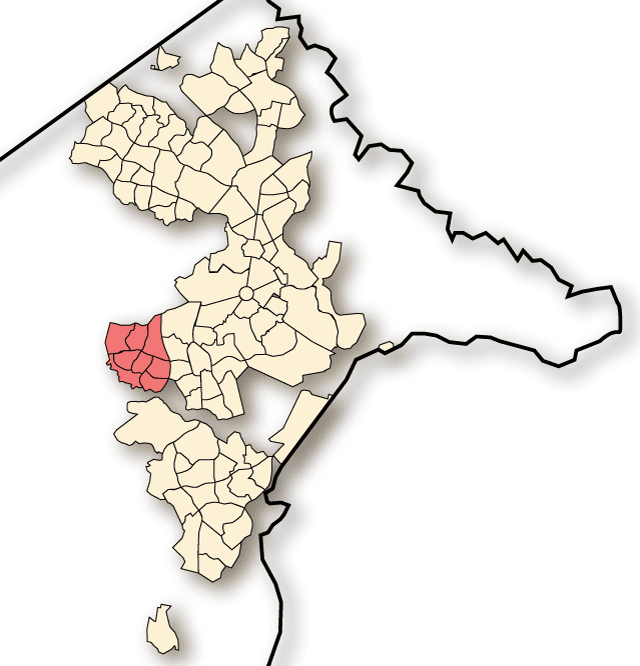
Weston Creek kerület elhelyezkedése a fővároson belül

Weston Creek kerület az ausztrál főváros, Canberra egyik lakóövezete, Woden Valley kerülettől nyugatra, nagyjából 13 kilométernyire fekszik a főváros központjától. A kerület korábban a Stomlo Forest fenyőültetvénnyel volt körülvéve, de a 2001-es és 2003-as bozóttüzek elpusztították a faállományt. 

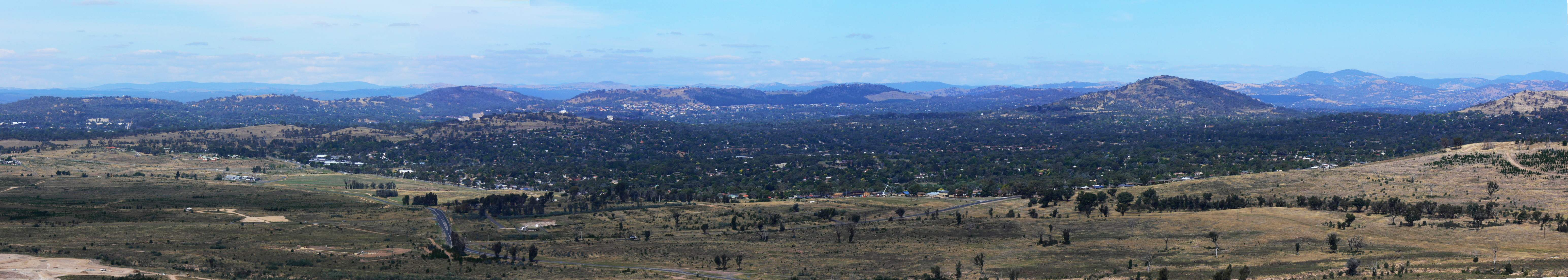
Weston Creek látképe a Mount Stromlo felől

## Története
Weston Creek kerületet George Edward Weston századosról nevezték el, aki 1829-ben érkezett Ausztráliába és a  Kelet-indiai Társaságnak korábbi tisztviselője volt és Weston Creek területén kapott földet 1831-ben. A területen eredetileg James Martin telepedett le, aki az új-dél-walesi hadtest egyik korábbi katonája volt, aki 1827 augusztusában engedélyt kért a kormánytól, hogy egy 8,1 négyzetkilométeres területet művelhessen, ahol felépítheti lakását és egy csűrt, valamint juhokat és marhákat tenyészthessen és számukra 49000 m²-en búzát vethessen. Martin kérése nem lett valami hosszú életű. A szomszédos Woden Valley kerülettel együtt a terület korábban a Frederick Campbell által birtokolt 160 km²-es Yarralumla Station birtok része volt, egészen 1913-ig, amikor is a Federal Capital Territory (Szövetségi fővárosi terület) részévé vált újra egy földszerzési tervezet alapján. 1920-ban több, mint 36 km²-nyi területet osztottak fel a katona területéből. A legkorábban létesült tanyák a mai Holder külváros területén épültek fel.

## Korai úthálózat és látnivalók
1914-ben mindössze két útvonal haladt keresztül Weston Creeken, az egyik az Uriana Road volt (a mai Cotter Road) északkelet, a másik a Long Gully Road volt délkelet felől, amely napjainkban Waramangán halad át. Az Uriana Road útvonala megegyezik a napjainkban ugyanezen a nyomvonalon futó Cotter Road nyomvonalával. 
A korábbi látnivalók a Duffy nyugati részén található Narrabundah hegy, valamint a Dawson Hill és a Mount Stromlo hegyek voltak.

## Szennyvíztisztító telep
Már a korai időktől kezdve a főváros szennyvizét az itt létesített szennyvíztisztító üzem egészen az 1970-es évek végéig. A szennyvíztisztítótelep megépítését, amely a folyó mellett később fel is épült, már 1915-ben javasolták a szakemberek. Korábbi tanulmányok vizsgálata után a Federal Capital Advisory Committee (Szövetségi főváros Tanácsadó Testülete) 1924-ben elfogadta az építési terveket és 1927-ben el is kezdődött az építkezés. A fiatal város szennyvizét a Canberra hoteltől egy földalatti csővezetéken juttatták el ide, Yarralumla városrészen keresztül. 
A szennyvíztisztító 1978. augusztusában zárta be kapuit, amikortól a Lower Molonglo Water Quality Control Centre (Alsó Molonglo Vízminőségszabályozó Központ) átvette a szerepét.

## Népességének alakulása
Weston Creeket az 1960-as évek végén hozták létr, mint a főváros egyik első olyan lakóövezetét, amely egyben úgy nevezett alvóvárosként is szolgál. Weston Creek nyolc külvárosának kialakítása Waramanga és Fisher külvárosokkal kezdődött 1968-ban, majd Weston és Rivett következett 1969-ben, ezután jött Duffy és Holder 1970-ben, végül 1972-ben kialakították Chapman és Stirling külvárosát. Mindegyik városrésznek megvan a maga bevásárlási központja, ám mindegyikőjük a terület központja körül helyezkedik el, ami a Cooleman Court, Westonban. Mindegyik külvárost egy-egy híres ausztrálról nevezték el és természetesen a városrészek utcáit a főváros környékén megszokott módon tematikusan nevezték el, ausztrál folyókról, őshonos virágokról, vagy felügyelőkről.

## Bozóttüzek
Mivel a kerület a főváros nyugati részén főleg fenyőültetvényekkel és mezőgazdasági területekkel körülvett helyen fekszik, ezért gyakran szenvedett el súlyos károkat a fel-fellobbanó bozóttüzek miatt. Ezek közül is a három legsúlyosabb az
- 1952. februári bozóttűz: Számos épület és mintegy 100 000 darab fenyőfa semmisült meg a tűzben,
- a 2001. decemberi erdőtűz, amely során a lángok végigsöpörtek a Stromlo Pine Forest fenyőerdején 2001. december 24-én, veszélyeztetve Duffy, Holder, Weston, Curtin és Yarralumla városrészt. a tűz martalékává lett többek közt a National Zoo & Aquarium

(Nemzeti Állatkert és Akvárium) és a Government House területének egyes részei, valamint a tűz elérte az Adelaide Avenue-t mielőtt meg tudták volna fékezni a lángokat.
- 2003. január: Weston Creekre súlyos csapást mért a természet 2003. január 18-án. Közel 500 otthon megsemmisült és négy ember életét vesztette. Duffy külvárosában okozta a legsúlyosabb károkat a tűzvész, ahol leégett 219 otthon, ezenkívül Chapman, Holder, Rivett és Weston is jelentős károkat szenvedett.

Stromlo mellett 2005. január 18-án egy emlékművet avattak a bozóttüzek áldozatainak emlékéül.

## Népesség
Weston Creek kerület népessége 22717 fő volt a 2006-os népszámlálás eredményei alapján. A kerületben az átlagéletkor 39 év volt és a lakosság 27,1%-a már elérte az 55. életévét, amely a nemzeti átlag (24,3%) fölött van. A lakosság több, mint 92%-a ausztrál születésű, amely jobb, mint az országos átlag. A 2006-os munkanélküliségi ráta 2,9% volt, amely jóval alacsonyabb, mint az országos átlag, ami 5,2%.

## Fordítás
Ez a szócikk részben vagy egészben  a   Weston Creek című angol Wikipédia-szócikk ezen változatának fordításán alapul.  Az eredeti cikk szerkesztőit annak laptörténete sorolja fel. Ez a jelzés csupán a megfogalmazás eredetét és a szerzői jogokat jelzi, nem szolgál a cikkben szereplő információk forrásmegjelöléseként.